# Selzthal (stacja kolejowa)
Selzthal (niem: Bahnhof Selzthal) – stacja kolejowa w Selzthal, w kraju związkowym Styria, w Austrii. Jest to ważny węzeł na linii Rudolfsbahn, Pyhrnbahn i Ennstalbahn.
Z Selzthal kursują pociągi dalekobieżne między Graz i Bischofshofen oraz poza tymi miejscowościami. Selzthal ponadto jest regionalnym ośrodkiem transportu, obszarów metropolitalnych, które są na obszarze Linz, oraz pomiędzy Lienz i Leoben.

## Historia
W 1872 została wybudowana linia Rudolfsbahn z Weyer do Selzthal. Spowodowało to wzrost znaczenia miejscowości. W 1906 roku została oddana o użytku Pyhrnbahn.
| Selzthal                                |  |                                      |
| Linia Rudolfsbahn (138,996 km)          |  |                                      |
| Frauenberg a.d. Ennsodległość: 8,193 km |  | Stadt Rottenmann odległość: 6,218 km |
| Linia Ennstalbahn (98,912 km)           |  |                                      |
| Liezenodległość: 6,212 km               |  |                                      |
| Linia Pyhrnbahn                         |  |                                      |
| Ardning                                 |  |                                      |